# Łeonid Kołumbet
Łeonid Fedorowycz Kołumbet (ukr. Леонід Федорович Колумбет, ros. Леонид Федорович Колумбет, Leonid Fiodorowicz Kołumbiet, ur. 14 października 1937 w Horenyczach, zm. 2 marca 1983 w Kijowie) – radziecki kolarz torowy i szosowy, brązowy medalista olimpijski oraz dwukrotny medalista torowych mistrzostw świata.

## Kariera
Pierwszy sukces w karierze Łeonid Kołumbet osiągnął w 1953 roku, kiedy został mistrzem ZSRR w szosowym wyścigu ze startu wspólnego; wyczyn ten powtórzył rok później. W 1960 roku wystąpił na igrzyskach olimpijskich w Rzymie, gdzie wspólnie ze Wiktorem Romanowem, Stanisławem Moskwinem i Arnoldem Belgardtem zdobył brązowy medal w drużynowym wyścigu na dochodzenie. W tym samym składzie radziecka drużyna zajęła ponownie trzecie miejsce na mistrzostwach świata w Mediolanie w 1962 roku. Ponadto wraz z Belgardtem, Moskwinem i Siergiejem Tierieszczenkowem zdobył także brązowy medal na rozgrywanych w 1964 roku mistrzostwach świata w Paryżu. W tym samym roku wystartował także na igrzyskach olimpijskich w Tokio, ale reprezentanci ZSRR zajęli tam piątą pozycję.
Jego brat Mykoła Kołumbet również był kolarzem, olimpijczykiem z 1956 i trzykrotnym uczestnikiem Wyścigu Pokoju.